# Aliança Popular (Islàndia)
Aliança Popular (islandès Alþýðubandalagið) fou un partit polític d'Islàndia que funcionà com a aliança electoral de 1956 a 1968, i com a partit polític de 1968 a 1998.
El 1916 es va crear a Islàndia el Partit Socialdemòcrata (Alþýðuflokkurinn). El 1930 es va formar d'una escissió el Partit Comunista d'Islàndia (Kommúnistaflokkur Íslands), reconegut com la secció islandesa de la Internacional Comunista. En 1937, els socialdemòcrates va patir una altra escissió, que es va unificar posteriorment amb els comunistes, i formaren el Partit Socialista (Sósíalistaflokkurinn). No obstant això, el nou partit no va arribar a ser membre del Komintern com el seu precursor.
El 4 d'abril de 1956 el Partit Socialista creà una aliança electoral amb una nova escissió esquerrana del Partit Socialdemòcrata encapçalada per Hannibal Valdimarsson, formant d'aquesta manera l'Aliança Popular amb Hannibal com el seu president.
En 1963, el Partit de la Preservació Nacional (Þjóðvarnarflokkurinn) es va unir a l'aliança i va contribuir amb Gils Guðmundsson, un ex membre del Parlament (1953-1956). El 1968 l'Aliança Popular es va convertir oficialment en partit polític. At that time Hannibal left and formed his own Union of Liberals and Leftists. En aquest moment Hannibal deixà el partit i formà la Unió de Liberals i Esquerrans.
El 1998 es va unir amb el Partit Socialdemòcrata, Llista de les Dones (Samtök um Kvennalista) i Despertar de la Nació (Þjóðvaki) en la formació de l'Aliança Socialdemòcrata (Samfylkingin), un ampli partit de centreesquerra. No obstant això, l'Aliança Popular segueix existint en els papers fins que es paguin els seus deutes.
El partit no era comunista, però solia ser el referent islandès del moviment comunista mundial. Es va oposar a l'OTAN i la presència de forces militars dels EUA a Islàndia. It was also opposed to Icelandic membership of the European Union and the EEA agreement in 1993 between the EFTA and the EU, Iceland being a member of EFTA. També s'oposen a l'adhesió d'Islàndia de la Unió Europea i l'Acord EEE de 1993 entre l'Associació Europea de Lliure Comerç i la UE.
Alguns membres d'Aliança Popular no acceptaren la nova unió i van formar el Moviment d'Esquerra-Verd (Vinstrihreyfingin - grænt framboð) el 1999. El primer president d'Aliança Popular va ser Ragnar Arnalds. El president d'Islàndia Ólafur Ragnar Grímsson, va ser president del partit des de 1987 fins a 1995 després d'unir-se a ell procedent de la Unió de Liberals i Esquerrans després que ell es va separar del Partit Progressista (Islàndia).
Va participar en 5 governs de coalició des de 1956 fins a 1991, a partir de l'últim govern de Hermann Jónasson (1956-1958), en els dos d'Ólafur Jóhannesson (1971-1974 i 1978-1979), en el de Gunnar Thoroddsen (1980-1983) i, finalment, en el de Steingrímur Hermannsson (1988-1991).

## Resultats electorals
| Any       | Líder                  | Vots   | %    | Escons  | +/– | Pos. | Govern   |
| --------- | ---------------------- | ------ | ---- | ------- | --- | ---- | -------- |
| 1956      | Hannibal Valdimarsson  | 15,859 | 19.2 | 8 / 52  | 8   | 4t   | Coalició |
| 1959 (I)  | Hannibal Valdimarsson  | 12,929 | 15.2 | 6 / 52  | 2   | 3r   | Oposició |
| 1959 (II) | Hannibal Valdimarsson  | 13,621 | 16.0 | 10 / 60 | 4   | = 3r | Oposició |
| 1963      | Hannibal Valdimarsson  | 14,274 | 16.0 | 9 / 60  | 1   | = 3r | Oposició |
| 1967      | Hannibal Valdimarsson  | 16,923 | 17.6 | 10 / 60 | 1   | = 3r | Oposició |
| 1971      | Ragnar Arnalds         | 18,055 | 17.1 | 10 / 60 | =   | = 3r | Coalició |
| 1974      | Ragnar Arnalds         | 20,924 | 18.3 | 11 / 60 | 1   | = 3r | Oposició |
| 1978      | Lúdvik Jósepsson       | 27,952 | 22.9 | 14 / 60 | 3   | 2n   | Coalició |
| 1979      | Lúdvik Jósepsson       | 24,401 | 19.7 | 11 / 60 | 3   | 3r   | Coalició |
| 1983      | Svavar Gestsson        | 22,490 | 17.3 | 10 / 60 | 1   | = 3r | Oposició |
| 1987      | Svavar Gestsson        | 20,387 | 13.3 | 8 / 63  | 2   | 4t   | Oposició |
| 1991      | Ólafur Ragnar Grímsson | 22,706 | 14.4 | 9 / 63  | 1   | = 4t | Oposició |
| 1995      | Ólafur Ragnar Grímsson | 23,597 | 14.3 | 9 / 63  | =   | 3r   | Oposició |